# Циклінзалежна кіназа 2
CDK2 (англ. Cyclin dependent kinase 2) – білок, який кодується однойменним геном, розташованим у людей на короткому плечі 12-ї хромосоми. Довжина поліпептидного ланцюга білка становить 298 амінокислот, а молекулярна маса — 33 930.
| 10         |  | 20         |  | 30         |  | 40         |  | 50         |
| ---------- |  | ---------- |  | ---------- |  | ---------- |  | ---------- |
| MENFQKVEKI |  | GEGTYGVVYK |  | ARNKLTGEVV |  | ALKKIRLDTE |  | TEGVPSTAIR |
| EISLLKELNH |  | PNIVKLLDVI |  | HTENKLYLVF |  | EFLHQDLKKF |  | MDASALTGIP |
| LPLIKSYLFQ |  | LLQGLAFCHS |  | HRVLHRDLKP |  | QNLLINTEGA |  | IKLADFGLAR |
| AFGVPVRTYT |  | HEVVTLWYRA |  | PEILLGCKYY |  | STAVDIWSLG |  | CIFAEMVTRR |
| ALFPGDSEID |  | QLFRIFRTLG |  | TPDEVVWPGV |  | TSMPDYKPSF |  | PKWARQDFSK |
| VVPPLDEDGR |  | SLLSQMLHYD |  | PNKRISAKAA |  | LAHPFFQDVT |  | KPVPHLRL   |

A: Аланін

C: Цистеїн

D: Аспарагінова кислота

E: Глутамінова кислота

F: Фенілаланін

G: Гліцин

H: Гістидин

I: Ізолейцин

K: Лізин

L: Лейцин

M: Метіонін

N: Аспарагін

P: Пролін

Q: Глутамін

R: Аргінін

S: Серин

T: Треонін

V: Валін

W: Триптофан

Кодований геном білок за функціями належить до трансфераз, кіназ, серин/треонінових протеїнкіназ, фосфопротеїнів. 
Задіяний у таких біологічних процесах, як клітинний цикл, поділ клітини, пошкодження ДНК, репарація ДНК, мітоз, мейоз, ацетилювання, альтернативний сплайсинг. 
Білок має сайт для зв'язування з АТФ, нуклеотидами, іонами металів, іоном магнію. 
Локалізований у цитоплазмі, цитоскелеті, ядрі, ендосомах.